# 즈푸구

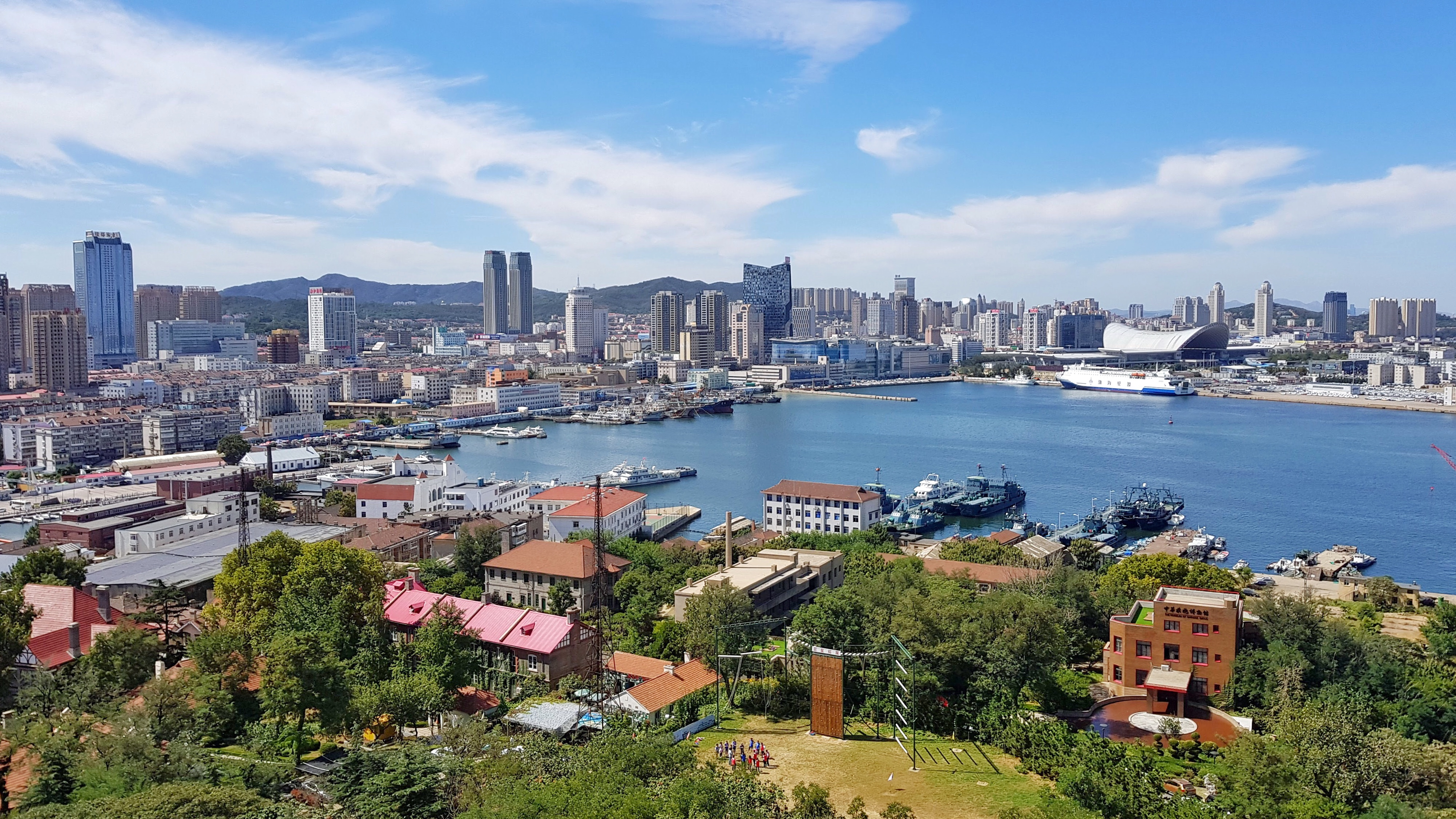

즈푸구(한국어: 지부구, 중국어: 芝罘区, 병음: Zhīfú Qū)는 중화인민공화국 산둥성 옌타이 시의 현급 행정구역이다. 넓이는 169 km2이고, 인구는 2007년 기준으로 690,000명이다.

## 행정 구역
12개 가도를 관할한다.
- 가도: 向阳街道, 东山街道, 毓璜顶街道, 通伸街道, 凤凰台街道, 奇山街道, 白石街道, 芝罘岛街道, 黄务街道, 只楚街道, 世回尧街道, 幸福街道.